# Plecia robusta
Plecia robusta är en tvåvingeart som beskrevs av Hardy 1950. Plecia robusta ingår i släktet Plecia och familjen hårmyggor.
Artens utbredningsområde är Kongo. Inga underarter finns listade i Catalogue of Life.